# Bill Shine
Pour les articles homonymes, voir Shine.
William Shine, dit Bill Shine, né le 4 juillet 1963 dans le comté de Suffolk (État de New York), est un dirigeant de médias américain. Il est directeur de la communication de la Maison-Blanche de 2018 à 2019 au sein de l'administration du président Donald Trump,,.

## Biographie
Bill Shine passe une grande partie de sa carrière en tant que producteur exécutif de la chaîne télévisée Fox News. Plus récemment, il est co-président de Fox News, un poste qu'il occupe pendant 9 mois avant d'être renvoyé le 1er mai 2017,. Le 5 juillet 2018, il devient directeur de la communication de la Maison-Blanche, succédant à Hope Hicks. Le 8 mars 2019, la Maison-Blanche annonce la démission de Bill Shine. Il devient par la suite conseiller en vue de la campagne présidentielle de 2020 pour le président Trump.
Il est soupçonné de harcèlement sexuel lors du scandale Roger Ailes, directeur de la chaîne câblée américaine Fox TV, mais n'a jamais été inquiété.